# Elizaveta Koževnikova
Elizaveta Aleksandrovna Koževnikova (in russo Елизавета Александровна Кожевникова?; Mosca, 27 dicembre 1973) è un'ex sciatrice freestyle russa fino al 1991 , specialista nelle gobbe.
sovietica
Fino alla dissoluzione dell'Unione Sovietica (1991) gareggiò per la nazionale sovietica; ai XVI Giochi olimpici invernali di Albertville 1992 fece parte della Squadra Unificata.

## Carriera
Gareggiando come Squadra Unificata riuscì, nelle Olimpiadi di Albertville 1992, a vincere la medaglia d'argento nelle gobbe, prima e unica medaglia da lei conquistata ai Giochi Olimpici.

## Palmarès

### Olimpiadi
- 1 medaglia:
  - 1 argento (gobbe ad Albertville 1992).
  - 1 bronzo (gobbe ad Lillehammer 1994).